# Type Machin

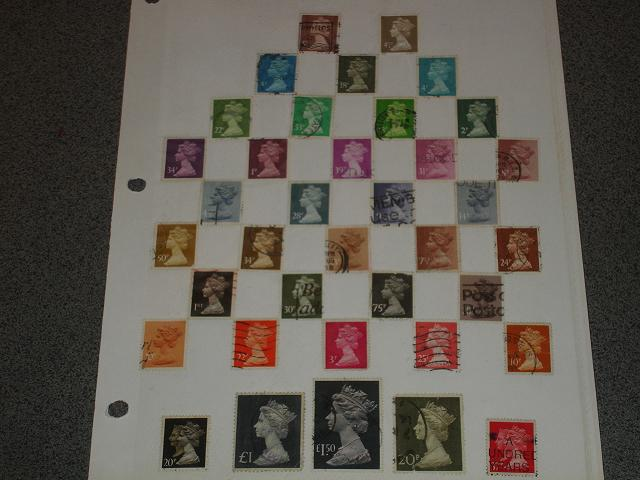
Albumblad Type Machin

Type Machin is sinds 5 juni 1967 de courante serie van langlopende postzegels in Groot-Brittannië met een afbeelding van koningin Elizabeth II. De serie vervangt de serie van het type Wilding.
Het ontwerp van Arnold Machin, dat gemaakt is in samenwerking met de Britse fotograaf John Hedgecoe, bestaat uit de beeltenis van de koningin en profil alsmede een waardeaanduiding. Meestal is de postzegel in één kleur uitgevoerd.
De serie is intussen al vijf decennia in gebruik en heeft een groot aantal veranderingen en innovaties meegemaakt, waaronder de overgang naar het decimale geldstelsel. Het is dan ook een dankbaar studie- en verzamelobject voor gespecialiseerde verzamelaars. Er bestaat veel literatuur en zelfs gespecialiseerde catalogi.